# Радослава Топалова
Радослава Топалова е българска тенисистка, родена на 1 септември 1980 г.
Сестра е на Десислава Топалова.
Състезателка за Фед Къп. За отбора на България има една победа и две загуби.
Тя е многократна шампионка на България във всички възрастови групи. През 2001 г. става републиканска шампионка на двойки на държавното първенство по тенис в зала заедно с Филипа Габровска.
Завършва УНСС със специалност „Бизнес администрация“ и започва работа в Алианц Банк. През юли 2010 г. печели златен медал по тенис на Олимпиадата на Алианц, като служител в банката в България.

## Финали

### Титли на двойки (3)
| Година | Турнир    | Организатор | Категория | Партньор           |
| 1999   | София 4   | ITF         | $ 10 000  | Филипа Габровска   |
| 2001   | Волос     | ITF         | $ 10 000  | Виргиния Трифонова |
| 2002   | Букурещ 1 | ITF         | $ 10 000  | Виргиния Трифонова |

### Загубени финали на двойки (1)
| Година | Турнир | Организатор | Категория | Партньор         |
| 1998   | Скопие | ITF         | $ 10 000  | Филипа Габровска |